# يان جونستون
يان جونستون (بالإنجليزية: Robert Ian Johnston)‏ (1 يوليو 1948 - ) هو لاعب كريكت أيرلندي. شارك مع منتخب أيرلندا للكريكت.